# Хенрикссон, Мари
Мари́ Хе́нрикссон (швед. Marie Henriksson; род. 17 июня 1955) — шведская кёрлингистка и тренер по кёрлингу.

## Достижения
- Зимние Олимпийские игры: серебро (1988 — демонстрационный вид).
- Чемпионат Европы по кёрлингу: золото (1988).
- Чемпионат Швеции по кёрлингу среди женщин: золото (1988)[2].
- Чемпионат Швеции по кёрлингу среди смешанных команд: золото (1978, 1979, 1980, 1985).

## Команды
| Сезон                                          | Четвёртый         | Третий           | Второй         | Первый          | Запасной             | Турниры             |
| ---------------------------------------------- | ----------------- | ---------------- | -------------- | --------------- | -------------------- | ------------------- |
| 1987—88                                        | Элизабет Хёгстрём | Моника Янссон    | Биргитта Севик | Мари Хенрикссон | Анетте Норберг (ЗОИ) | ЗОИ 1988 · ЧШЖ 1988 |
| 1988—89                                        | Элизабет Хёгстрём | Анетте Норберг   | Моника Янссон  | Мари Хенрикссон |                      | ЧЕ 1988             |
| 2016—17                                        | Мари Хенрикссон   | Карина Бьорк     | Биргитта Севик | Helena Eriksson |                      | ЧМВ 2017 (10 место) |
| Кёрлинг среди смешанных команд (mixed curling) |                   |                  |                |                 |                      |                     |
| 1977—78                                        | Йёран Роксин      | Ульрика Окерберг | Клас Роксин    | Мари Хенрикссон |                      | ЧШСК 1978           |
| 1978—79                                        | Йёран Роксин      | Ульрика Окерберг | Клас Роксин    | Мари Хенрикссон |                      | ЧШСК 1979           |
| 1979—80                                        | Йёран Роксин      | Ульрика Окерберг | Клас Роксин    | Мари Хенрикссон |                      | ЧШСК 1980           |
| 1984—85                                        | Аксель Камп       | Gertrud Kamp     | Йёран Роксин   | Мари Хенрикссон |                      | ЧШСК 1985           |

(скипы выделены полужирным шрифтом)

## Результаты как тренера национальных сборных
| Год  | Турнир                            | Сборная | Место |
| ---- | --------------------------------- | ------- | ----- |
| 2007 | Чемпионат Европы по кёрлингу 2007 | Швеция  | 6     |